# Rajd Krakowski 1989
Rajd Krakowski 1989 – 14. edycja Rajdu Krakowskiego. Był to rajd samochodowy rozgrywany od 26 do 28 maja 1989 roku. Była to trzecia runda Rajdowych Samochodowych Mistrzostw Polski w roku 1989. Rajd składał się z dwudziestu dwóch odcinków specjalnych (jeden OS został odwołany). Rajd rozgrywany był na nawierzchni asfaltowej i szutrowej. Zwycięzcą został Marian Bublewicz, który wygrał siedemnaście OS-ów (w tym jeden ex aequo), drugie miejsce zajął Andrzej Koper (wygrał trzy OS-y (w tym dwa ex aequo), na trzecim miejscu do mety dojechał Lesław Orski (wygrał trzy OS-y (w tym dwa ex aequo).

## Wyniki końcowe rajdu[1][2]
| Miejsce | Kierowca            | Pilot                | Samochód                   | Czas    | Strata | Grupa Klasa |
| ------- | ------------------- | -------------------- | -------------------------- | ------- | ------ | ----------- |
| 1       | Marian Bublewicz    | Ryszard Żyszkowski   | Mazda 323 4WD              | 1:05:07 | -      | A-13        |
| 2       | Andrzej Koper       | Krzysztof Duniec     | Renault 11 Turbo           | 1:07:09 | +2:02  | A-13        |
| 3       | Lesław Orski        | Tomasz Chmiel        | Volkswagen Golf II GTi 16V | 1:07:27 | +2:20  | A-13        |
| 4       | Mirosław Krachulec  | Marek Kusiak         | Mazda 323 4WD              | 1:10:02 | +4:55  | A-13        |
| 5       | Piotr Świeboda      | Wojciech Nosalik     | FSO Polonez 1600           | 1:13:55 | +8:48  | A-14        |
| 6       | Romuald Chałas      | Zbigniew Atłowski    | FSO Polonez 1600           | 1:14:22 | +9:15  | A-14        |
| 7       | Robert Gryczyński   | Klaudiusz Rak        | FSO Polonez 1600           | 1:14:38 | +9:31  | A-14        |
| 8       | Piotr Kozłowiecki   | Marek Skrobot        | Suzuki Swift GTi           | 1:14:58 | +9:51  | A-12        |
| 9       | Ryszard Trzciński   | Maciej Hołuj         | FSO Polonez 1600           | 1:15:03 | +9:56  | A-14        |
| 10      | Krzysztof Hołowczyc | Sławomir Chmielewski | FSO Polonez 1600           | 1:15:05 | +9:58  | A-14        |